# Franz Michael d’Aubert
Franz Michael d’Aubert (* 21. August 1795 in Rendsburg; † 15. Mai 1868 in Kiel) war ein deutscher Politiker.

## Leben und Wirken
Franz Michael d’Aubert war ein Sohn des dänischen Offiziers Jaques D’Aubert (1769–1844) aus Kopenhagen. Seine Mutter Christine Sophie Caroline, geborene von Destinon war eine Tochter eines natürlichen Kindes König Friedrich V. Das Adelsgeschlecht D’Aubert stammte aus Lothringen und ließ sich im 18. Jahrhundert in Dänemark nieder.
Franz Michael d’Aubert besuchte von 1810 bis 1814 die Gelehrtenschule des Johanneums in Hamburg und studierte danach bis 1818 Rechte an Universitäten in Göttingen und Kiel. Nach dem Examen 1818 in Glückstadt volontierte er von 1819 bis 1823 als Auskultant am dortigen Obergericht und bekam währenddessen 1819 den Titel eines Kammeradjunkten verliehen. Am 4. Dezember 1823 übernahm er interimsweise das Amt des Bürgermeisters von Oldenburg. Als am 28. Juni 1826 endgültig bestallter Amtsinhaber fungierte er auch als dortiger Stadtsyndikus und Stadtsekretär.
1830 nahm d’Aubert an der Bewegung Uwe Jens Lornsens teil, was zu seiner Suspendierung von den Ämtern bis zum 14. Mai 1831 führte. Die Städte Oldenburg, Lütjenburg und Plön wählten ihn in die Holsteinische Ständeversammlung. Als einer der bedeutendsten Abgeordneten hatte er von 1835 bis 1840 insbesondere an den Beratungen zur Ständeordnung entscheidenden Anteil.
Während der Schleswig-Holsteinischen Erhebung galt d’Aubert als politisch nicht opportun und legte unter anderem den Titel des Kammerjunkers ab. Die Regierung empfahl ihm 1853, darum zu bitten, aus allen städtischen Ämtern ausscheiden zu dürfen. D’Aubert handelte wie empfohlen und erhielt ab dem 1. August 1853 eine Pension. Er behielt jedoch die Gerichtshalterschaft in den Großherzoglich-Oldenburgischen Fideicommiß und Allodialgütern, die er seit ungefähr 1834 innehatte.
1855 verlegte d’Aubert seinen Wohnsitz nach Neustadt in Holstein. Von 1859 bis 1863 vertrat er Neustadt und Heiligenhafen als Abgeordneter in der Holsteinischen Ständeversammlung.
Franz Michael d’Aubert, der am 6. April 1825 Blandine Grube (1797–1879) aus Kiel geheiratet hatte, starb ebendort am 15. Mai 1868.